# Deportivo Alavés
Deportivo Alavés je španělský fotbalový klub z města Vitoria-Gasteiz, v Baskicku. Založen byl 23. ledna 1921. Největšího mezinárodního úspěchu dosáhl v sezóně 2000/01, kdy se probojoval až do finále Poháru UEFA, což byla jedna z největších senzací posledních let. Postupně vyřadil Gaziantepspor, Lillestrøm SK, Rosenborg Trondheim, Inter Milán, Rayo Vallecano a 1. FC Kaiserslautern. Ve finále, které se konalo na Vestfálském stadionu v Dortmundu, Deportivo podlehlo v divokém a krásném zápase 4:5 Liverpoolu. V sezóně 2016/17 hraje Alavés 1. španělskou ligu, přičemž se klub dostal až do finále Copa del Rey, španělského poháru, kde podlehl Barceloně 1:3.

## Česká stopa
V letech 2013 až 2015 hrál za Alavés český fotbalista Jiří Jarošík.